# Maurice Hugh-Sam
Maurice Hugh-Sam (* 17. Februar 1955) ist ein ehemaliger jamaikanischer Radrennfahrer.

## Sportliche Laufbahn
Maurice Hugh-Sam war Bahnradsportler. Er war Teilnehmer der Olympischen Sommerspiele 1972 in München.
In Mannschaftsverfolgung schied Jamaika mit Radcliffe Lawrence, Howard Fenton, Maurice Hugh-Sam und Michael Lecky in der Qualifikation aus. Im Sprint kam er nicht über die Vorrunde hinaus.